# 1916 (roman)
1916 este un roman scris de Felix Aderca și publicat pentru prima oară în 1936 de către Editura „Socec & Co” S.A. din București. Autorul realizează o frescă amplă a societății românești din perioada Primului Război Mondial și din perioada interbelică.
Romanul prezintă drama sufletească a moșierului mehedințean Costache Ursu, erou al Primului Război Mondial, care este obsedat de trădarea propriului fiu, Titel, pe care nu o poate înțelege. Evenimentele postbelice influențează puternic conștiința protagonistului. Urmărit permanent de năluca fiului său, Costache Ursu încearcă să șteargă orice amintire a existenței lui Titel, se căsătorește cu fosta logodnică a acestuia și apoi, dezorientat, ajunge un susținător al forțelor politice naționaliste. Deruta sufletească evoluează către demență, iar personajul se sinucide în cele din urmă în urma unei crize de nebunie.
Apariția romanului a fost salutată în presa literară a epocii, fiind apreciată capacitatea de creație obiectivă a autorului în evocarea unor evenimente politico-istorice recente și în descrierea unei drame individuale. Romanul lui Aderca a fost comparat, prin modul convingător de urmărire a evoluției unei obsesii, cu proza psihologică cu accente naturaliste a lui I.L. Caragiale și Gib Mihăescu. Cei mai reputați critici literari au considerat însă că 1916 are o structură dezechilibrată, fiind format din două părți inegale valoric: o evocare admirabilă a războiului și o prezentare tendențioasă a ascensiunii politice a organizațiilor naționaliste, pe fundalul cărora se desfășoară patetica dramă individuală a ofițerului Costache Ursu.
În ciuda tuturor defectelor sale, acest roman rămâne una dintre dintre cele mai valoroase opere literare închinate Primului Război Mondial, dovedind maturitatea artistică a autorului.

## Rezumat

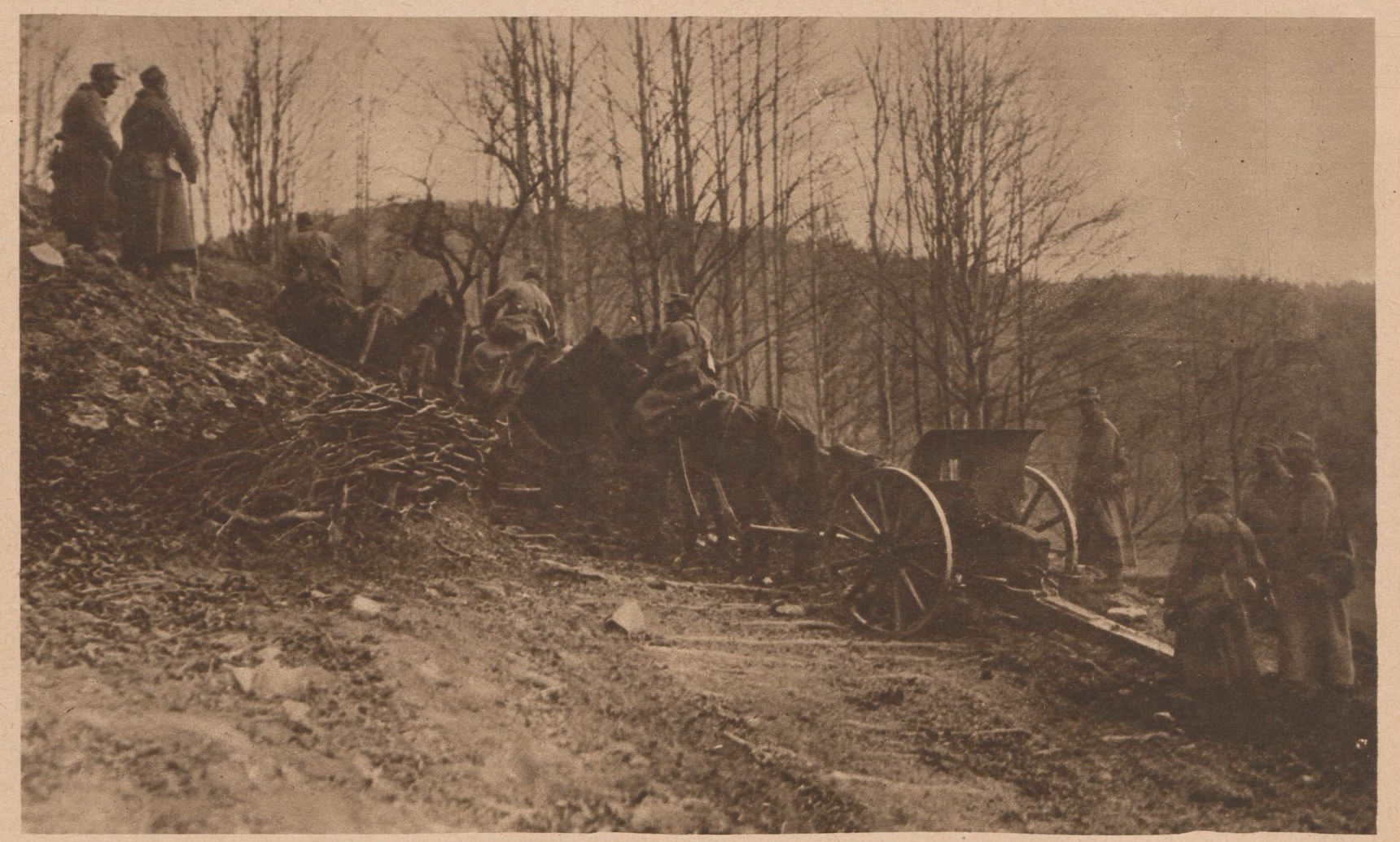
Trupe românești de artilerie în munți (1916)

Mobilizat într-un regiment de artilerie din Severin după înfrângerea Armatei Române în Bătălia de la Turtucaia, căpitanul Costache Ursu, moșier din satul mehedințean Broșteni, conduce un detașament care nu mai apucă să participe în Bătălia de la Târgu Jiu din 17 noiembrie 1916, fiind rupt de restul oștirii după căderea frontului românesc. Detașamentul condus de Ursu rătăcește în cerc prin Oltenia și rezistă eroic atacurilor germane (atitudine catalogată de superiori ca „un eroism inutil, o nebunie sublimă”) spre uimirea și admirația inamicului. Joncțiunea cu restul diviziei are loc în timpul atacului asupra orașului Turnu Severin, unde căpitanul Ursu este rănit la brațul stâng de un glonț de mitralieră. Divizia Cernei, supranumită „divizia martiră”, se retrage greu și în dezordine din capătul vestic al Olteniei până în sudul Moldovei.
Căpitanul Ursu, considerat erou și decorat apoi cu Ordinul „Mihai Viteazul”, rămâne invalid după ce brațul său, care se cangrenase în timpul retragerii, este amputat în spitalul militar din Bârlad. Spre deosebire de tatăl său, care-și făcuse datoria cu eroism, locotenentul Titel Ursu consideră însă că intrarea României în război împotriva Germaniei este o gravă eroare politică și refuză să lupte alături de aliați. Asupra lui planează acuzația de trădare după ce, în timpul Bătăliei de pe Neajlov, fuseseră descoperite manifeste filogermane în automobilul pe care-l conducea. Tânărul refuză să semneze o declarație de nevinovăție și să ceară să fie trimis pe front împotriva nemților, în ciuda rugăminților tatălui său și a intervențiilor făcute de unchiul său, generalul Vasile Ursu, așa că este condamnat la moarte și executat la Iași.
Nereușind să înțeleagă gestul fiului său, Costache Ursu este urmărit ziua și noaptea de vedenia execuției. Previziunile lui Titel par o vreme să se îndeplinească: destrămarea Imperiului Rus, Revoluția Rusă din 1917, încheierea păcii cu Puterile Centrale și pierderea unei părți a teritoriului național în 1918. Căpitanul Ursu trece cu unitatea sa în Basarabia în urmărirea trupelor rusești ce se retrăgeau în dezordine, apoi revine la Iași și se gândește să se sinucidă pe locul unde fusese executat Titel, stăpânit de sentimentul culpabilității. Refuză o lungă perioadă să fie demobilizat și intră cu brigada sa de artilerie în Ardeal și apoi, în 1919, ia parte la campania militară împotriva Ungariei, fiind înaintat pe rând până la gradul de colonel. Chipul fiului executat îl urmărește însă ca o nălucă chiar și după ce se întoarce la Broșteni, deși au trecut șase ani de la încleștările dramatice ale războiului, iar tatăl îndurerat încearcă să șteargă orice amintire a existenței lui Titel: îi ucide câinele, îi arde cărțile, scrisorile și obiectele personale, se căsătorește cu Nuni, fosta logodnică a fiului său, și în cele din urmă dă foc conacului pe care-l credea bântuit de fantoma fiului său.
În acest timp, generalul Vasile Ursu, care intrase în politică și spera să devină ministru de război după venirea la putere a Partidului Poporului condus de generalul Averescu, încearcă zadarnic să-l determine pe Costache să deschidă un proces pentru reabilitarea postumă a fiului executat. Costache sosește la București chiar în timpul instalării guvernului Averescu și, dezorientat ideologic, este antrenat într-o mișcare politică naționalistă și antisemită (condusă de „pandurul” Ion Tunsu) pe care ajunge să o sponsorizeze cu banii obținuți din vânzarea moșiei de la Broșteni. Viața imorală pe care o duce (escapadele amoroase cu surorile Vătreanu) și implicarea tot mai intensă în acțiunile huliganice ale grupării studențești îl îndepărtează de propria familie: se rupe de fratele său, pe care-l acuză de trădarea interesului național, și este părăsit de Nuni, care-i născuse un copil. Suferă unele dezamăgiri politice în anii următori și, după ce își părăsește foștii camarazi aflați acum în solda unui partid fascist german care avea ca simbol svastica, începe să înțeleagă zădărnicia acțiunilor sale politice și atitudinea fiului său. Arestat în urma unei crize de nebunie suferite în timpul vizionării filmului Dezonorata (1931) în care spioana austriacă interpretată de Marlene Dietrich este executată, colonelul Costache Ursu se spânzură în biroul prefectului de poliție.

## Structură
Romanul 1916 este împărțit în patru părți, cu un total de 19 capitole numerotate cu cifre arabe și fără titluri.
- Dezastrul – cu 4 capitole
- Foc! Foc! – cu 5 capitole
- Năluca – cu 5 capitole
- „Deșteaptă-te, române...” – cu 5 capitole

## Personaje
- Costache Ursu — moșier de la Broșteni, originar dintr-o veche familie de răzeși mehedințeni ce au cumpărat proprietățile boierilor Caragea.[20] Este încorporat cu gradul de căpitan în Armata Română după intrarea României în Primul Război Mondial și săvârșește acte de vitejie în fruntea unui detașament militar în campania militară din Oltenia.[4][11] Devine invalid de o mână și este decorat, apoi se căsătorește cu fosta logodnică a fiului său.[4][11] Ajuns la București, intră într-un partid naționalist și duce o viață imorală.[4] Urmărit permanent de moartea fiului său, se sinucide într-un acces de nebunie.[4]
- Titu („Titel”) Ursu — fiul moșierului Costache Ursu și al soției lui, Magda (n. Hotonog),[21] ofițer de stat major, fost atașat militar la Berlin, în vârstă de 23 de ani.[11][14] Consideră că intrarea României în război împotriva Germaniei este o gravă eroare politică și sabotează eforturile de război, fiind acuzat de trădare, condamnat la moarte și executat.[4]
- Vasile Ursu — fratele mai mare al moșierului Costache, ofițer de stat major cu studii la Academia Militară Prusacă de la Potsdam,[11][22] devenit apoi general și comandant al corpului de armată care a pătruns în Transilvania pe la Predeal și apoi a luptat eroic la Oituz.[11][23] Căsătorit cu Alberta Costescu (fiica unui fost ministru al industriei și comerțului),[24] intră în politică după război și devine ministrul apărării și apoi ministru de interne în guvernele generalului Averescu.[25] Este implicat în afaceri de proporții cu samsari străini.[26]
- Didina („Dida”) Sorbier — sora lui Vasile și a lui Costache Ursu, văduva inginerului naval francez Sorbier.[11][22] Tristă și singură, o adoptă pe Nuni.[11][27]
- Nuni — fiica unei nefericite familii de greci din portul Severin, adoptată de Dida;[28] logodnică lui Titel, femeie tânără și fragilă.[11][29] Se căsătorește după război cu Costache Ursu, pe care-l părăsește mâhnită de viața imorală dusă de acesta.[4][30]
- Antigona Caragea („Mămuca”) — descendenta boierilor Caragea, crescută la curtea boierească de la Broșteni, văduva unui negustor grec.[31] A vândut moșiile Broșteni și Florești arendașului Petre Ursu și, după ce și-a risipit banii în străinătate, s-a stabilit la Turnu Severin.[20]
- Mèri Caragea — fiica boieroaicei Antigona, cu un destin de cocotă.[29] Are legături cu mai mulți bărbați.[32] Se căsătorește în străinătate cu industriașul Naum din Ploiești și nu se mai întoarce în țară.[33]
- Luchi Caragea — fiul boieroaicei Antigona, pictor, mobilizat în război ca locotenent de roșiori în divizia căpitanului Ursu.[34] A fost luat prizonier în timpul luptelor de pe valea Oltului și transportat în lagărele germane. S-a întors acasă cu membrele paralizate (ambele picioare și mâna dreaptă) și trăia dintr-o pensie de invaliditate pe insula Ada Kaleh, unde învăța să picteze cu mâna stângă.[35]
- Lența și Vivi Vătreanu — două surori, studente la Facultatea de Drept din București, fiicele unui grefier din Călărași.[36] Se implică activ în politică ca membre ale echipei de propagandă ale partidului naționalist „Deșteaptă-te, române” și trăiesc cu colonelul Costache Ursu.[37] Criticul Nicolae Manolescu le considera a fi „două propagandiste nimfomane”.[4]
- Erna Schuhmazer — bona lui Titel și amanta lui Costache Ursu, originară din satul Frieburg din munții Bavariei.[11][29] Se întoarce în Germania, unde preia conducerea birtului familiei și se căsătorește cu un frizer.[38]
- Paraschiva — țărancă bulgăroaică de pe malul Dunării, care îl găzduiește pe rănitul Costache Ursu după trecerea Oltului în plină iarnă și cu care căpitanul are o aventură erotică.[11][39] Îi amintește criticului Pompiliu Constantinescu de personajele din „grădinăriile” romanului Femeia cu carnea albă (1927).[29]
- Viktor Kühne — general german, comandantul armatelor germane de pe valea Jiului.[40] Este unul dintre primii ce remarcă, cu o furie greu stăpânită, eroismul căpitanului Ursu.[11][19]
- Samuel Rosen — bătrân deputat evreu din Cernăuți, ales în mai multe legislaturi și huiduit și înjurat de fiecare dată când vorbea de la tribuna Parlamentului.[41] El îi oferă în final lui Costache Ursu o pildă de înțelepciune iudaică.[42]
- Ion Tunsu — tânăr jurist originar din Muscel, doctorand în drept, conducătorul partidului naționalist și antisemit „Deșteaptă-te, române”, autointitulat „pandur”.[43] Organizează manifestații antisemite în numele patriotismului românesc.[26]

### Evenimente reale

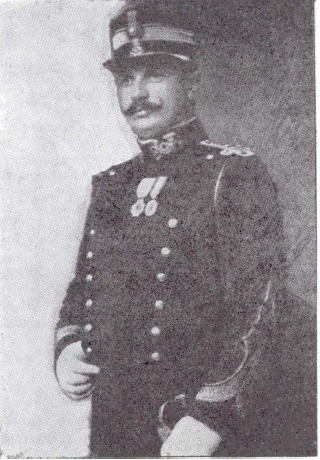
Generalul Teodor Tăutu, fostul comandant al Detașamentului Tăutu, în 1918

### Publicarea romanului

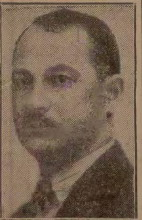
F. Aderca (1936).

#### Reconstituirea imaginii Primului Război Mondial

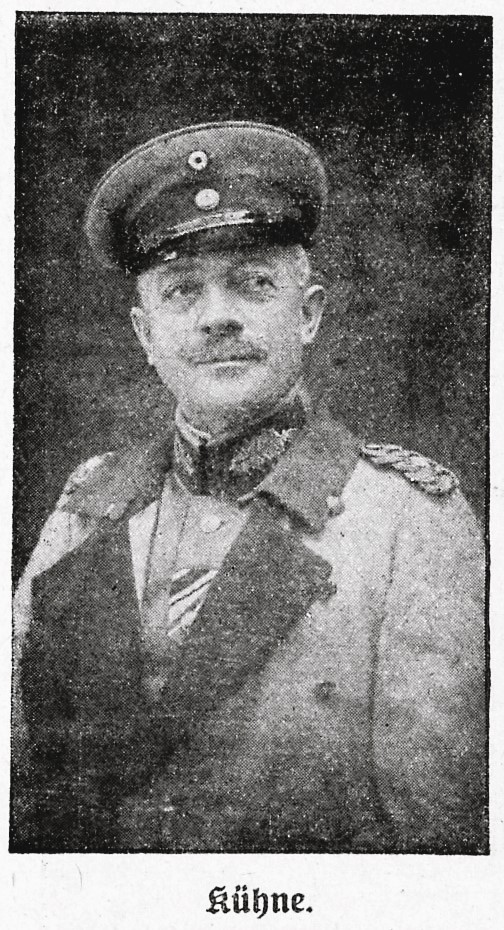
Generalul german Viktor Kühne remarcă, printre primii, eroismul căpitanului Ursu.

#### Recrudescența naționalismului

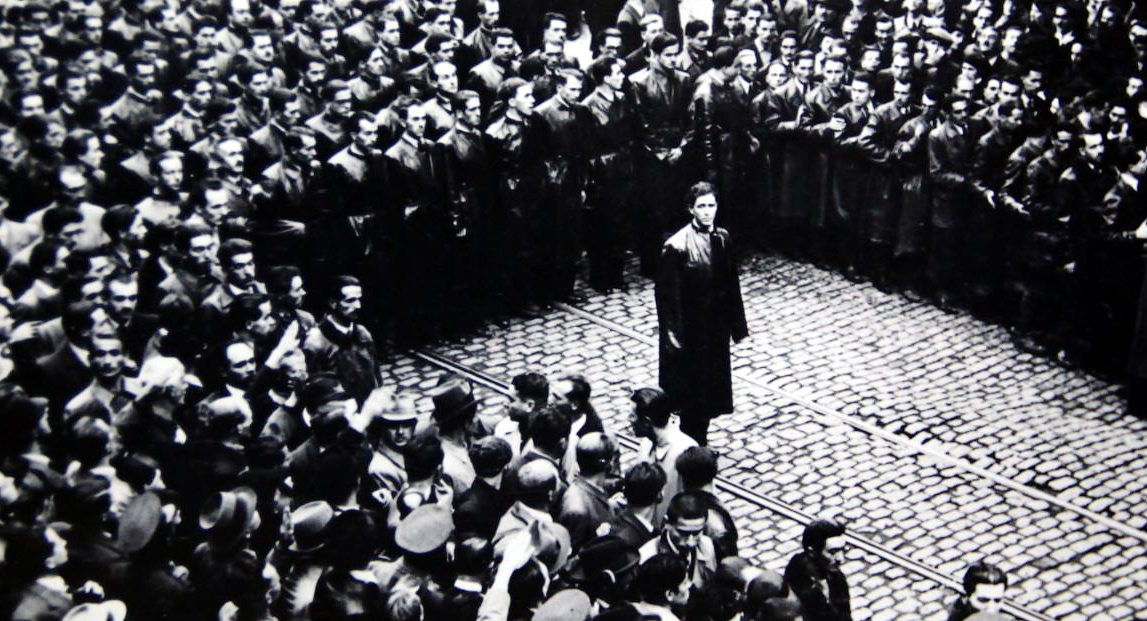
„Căpitanul” Corneliu Zelea Codreanu în mijlocul legionarilor (1937).

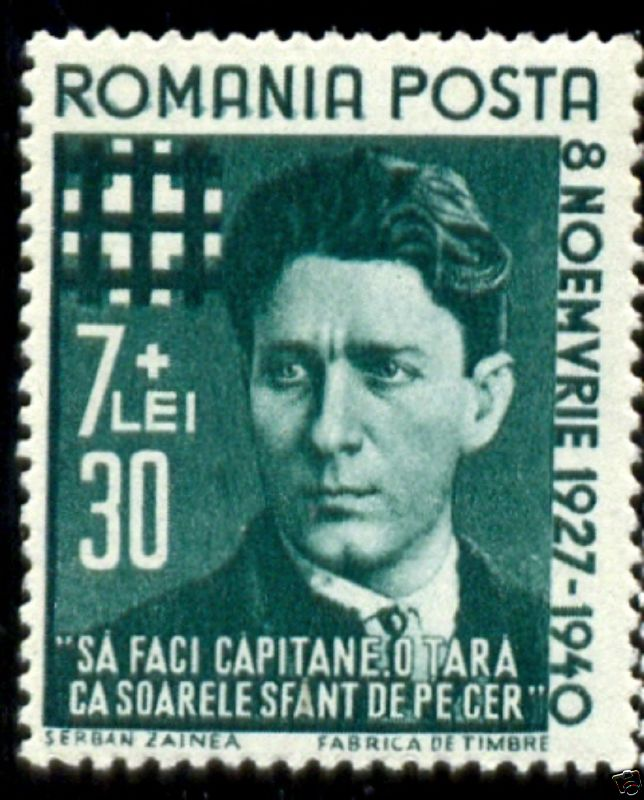
„Căpitanul” Corneliu Zelea Codreanu reprezentat pe un timbru românesc din 1940.

## Scriere și publicare